# Xanthotaenia obscura
Xanthotaenia obscura är en fjärilsart som beskrevs av Butler 1883. Xanthotaenia obscura ingår i släktet Xanthotaenia och familjen praktfjärilar. Inga underarter finns listade i Catalogue of Life.